# Ángel Rodríguez Leal
Ángel Rodríguez Leal (Casasimarro, 1951-Madrid, 1977) fue un sindicalista y administrativo español, asesinado en la matanza de Atocha en 1977.

## Biografía
Ángel Rodríguez Leal nació en el municipio conquense de Casasimarro. En la década de 1970 trabajó en Telefónica, de donde fue despedido. Llevó su caso al despacho de abogados laboralistas de la calle de Atocha, dirigido por Manuela Carmena, que como otros despachos colectivos vinculados al Partido Comunista de España y Comisiones Obreras, asesoraba a los trabajadores y movimientos vecinales en aquellos años, y se quedó a trabajar allí como administrativo.
El 24 de enero de 1977, un grupo de pistoleros vinculados al partido ultraderechista Fuerza Nueva y el Sindicato Vertical de Transportes irrumpieron en el bufete, asesinando a Rodríguez Leal y a tres abogados, Javier Sauquillo, Luis Javier Benavides y Enrique Valdelvira Ibáñez y un estudiante de Derecho, Serafín Holgado, e hiriendo a Lola González Ruiz, Alejandro Ruiz-Huerta Carbonell, Miguel Sarabia Gil y Luis Ramos Pardo.

## Homenajes

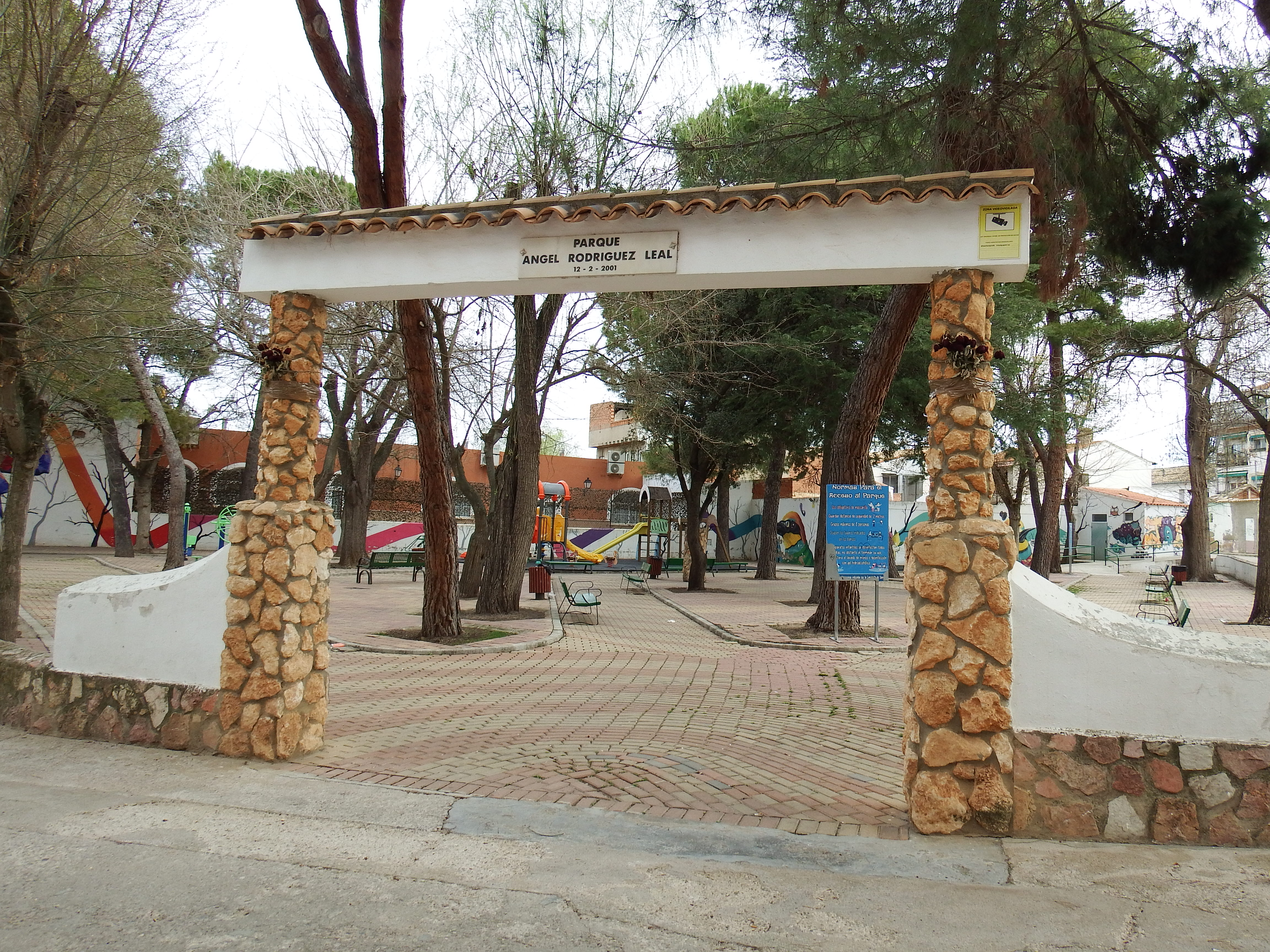
Parque "Ángel Rodríguez Leal" en su localidad natal

En 2001, la Junta de Comunidades de Castilla-La Mancha le tributó un homenaje en su pueblo natal.
En 2017, el alcalde de Casasimarro, Juan Sahuquillo, del Partido Popular, se negó a homenajear a las víctimas de la matanza con la colocación de una placa en el 40 aniversario del atentado.